# Quartus de Wet
Pour les articles homonymes, voir Quartus (homonymie).
Quartus de Wet (né le 10 mars 1899 à Pretoria et mort le 18 décembre 1980) est un juge sud-africain, qui exerça dans la juridiction du Transvaal en Afrique du Sud. 

## Biographie
Fils de Nicolaas Jacobus de Wet et de Ella Scheepers, Quartus de Wet est né à Pretoria. Diplômé en droit, avocat en 1922 inscrit au barreau de Pretoria, juge au banc du Transvaal en 1950, il devient juge président de la haute cour du Transvaal en 1961. 
Il présida le procès de Rivonia, époque à laquelle il reçut des menaces de mort et échappa à un complot visant à l'assassiner. Il prononça la condamnation à la prison à vie de Nelson Mandela et de ses compagnons. Il prit sa retraite en 1969 et est décédé en 1980; il n'a pas (contrairement au procureur Percy Yutar) vécu pour voir la libération de Mandela en 1990.

## Source
- SAbar, Consultus, avril 1990, p. 29